# St. Stephan (Alerheim)

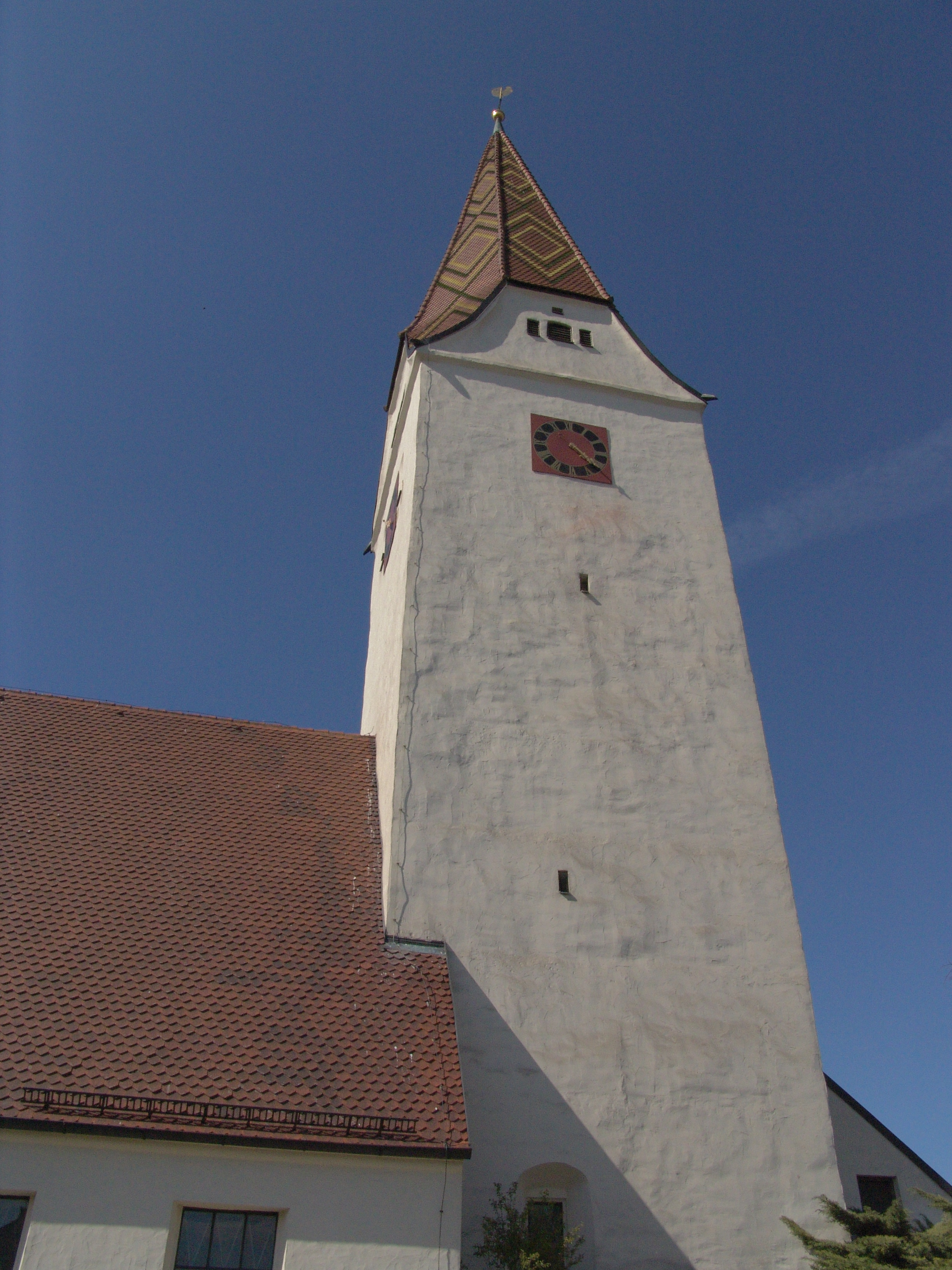
Kirchturm von St. Stephan in Alerheim

Die evangelisch-lutherische Pfarrkirche St. Stephan in Alerheim, einer Gemeinde im schwäbischen Landkreis Donau-Ries in Bayern, wurde im 15./16. Jahrhundert errichtet. Die Kirche an der Hauptstraße 58 ist ein geschütztes Baudenkmal.

## Beschreibung
Die erste Erwähnung einer Kirche in Alerheim, die zum Kloster Fulda gehörte, wird für das 8. Jahrhundert überliefert. Das Untergeschoss des Ostturmes ist der Rest einer Chorturmanlage vom Anfang des 15. Jahrhunderts. Mitte des 16. Jahrhunderts wurde der querrechteckige, tonnengewölbte Chor erbaut und um 1730 erfolgte die Erweiterung um das einschiffige, flachgedeckte Langhaus. Zu gleicher Zeit wurde der Turm erhöht und mit einem Spitzhelm über trapezförmigen Giebeln gedeckt. Im Westen befindet sich eine Empore mit Orgel.
Der Saalbau aus Bruchstein wurde Ende der 1968er Jahre umgestaltet, wobei die nördliche Empore entfernt wurde.
Im Inneren der Kirche sind zahlreiche Epitaphien aus dem 16. bis 18. Jahrhundert erhalten.
Altar und Taufstein wurden 1970 vom Wallersteiner Künstler Sebastian Fink gestaltet.
 und 

## Literatur

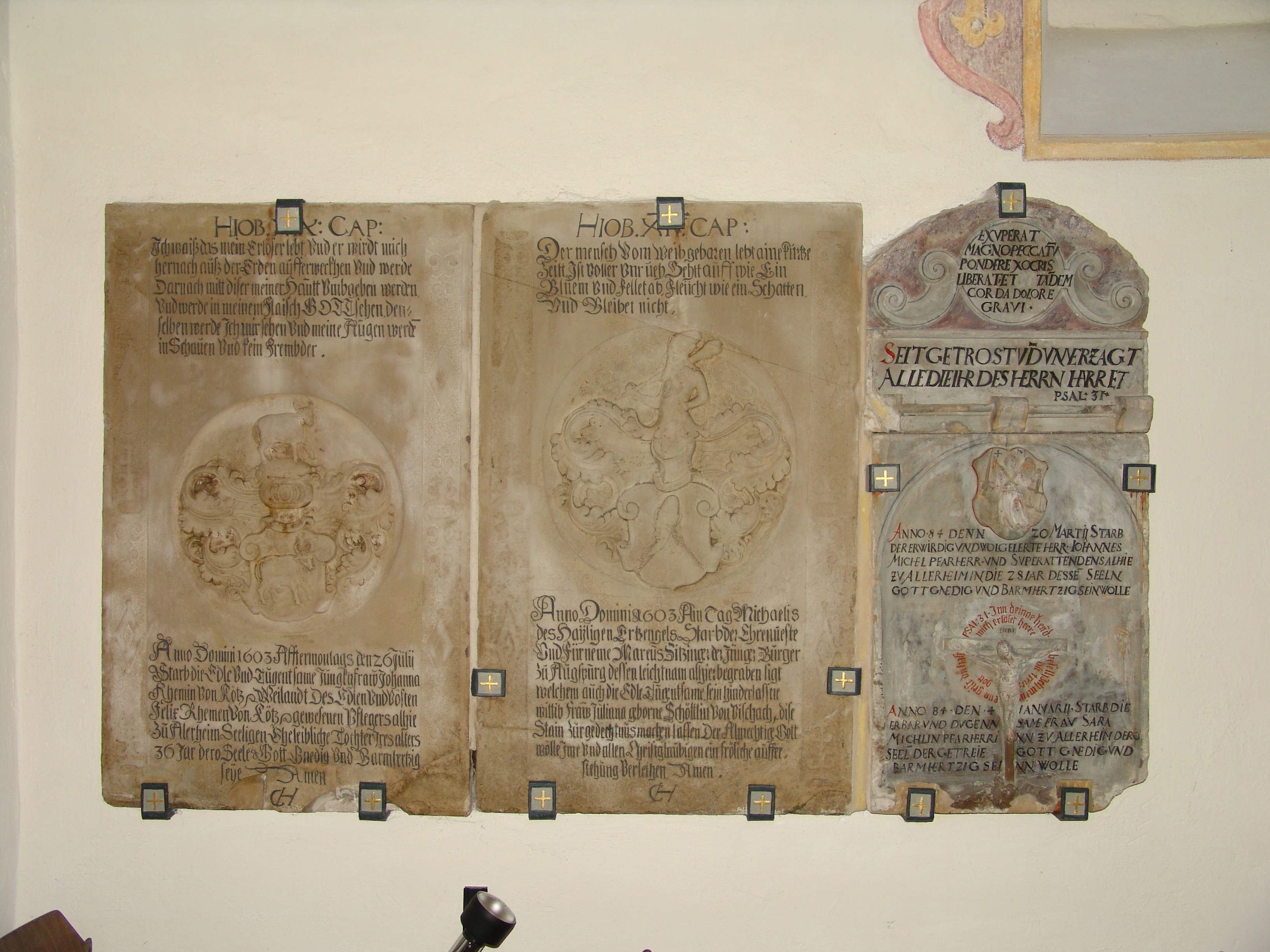
Epitaphien

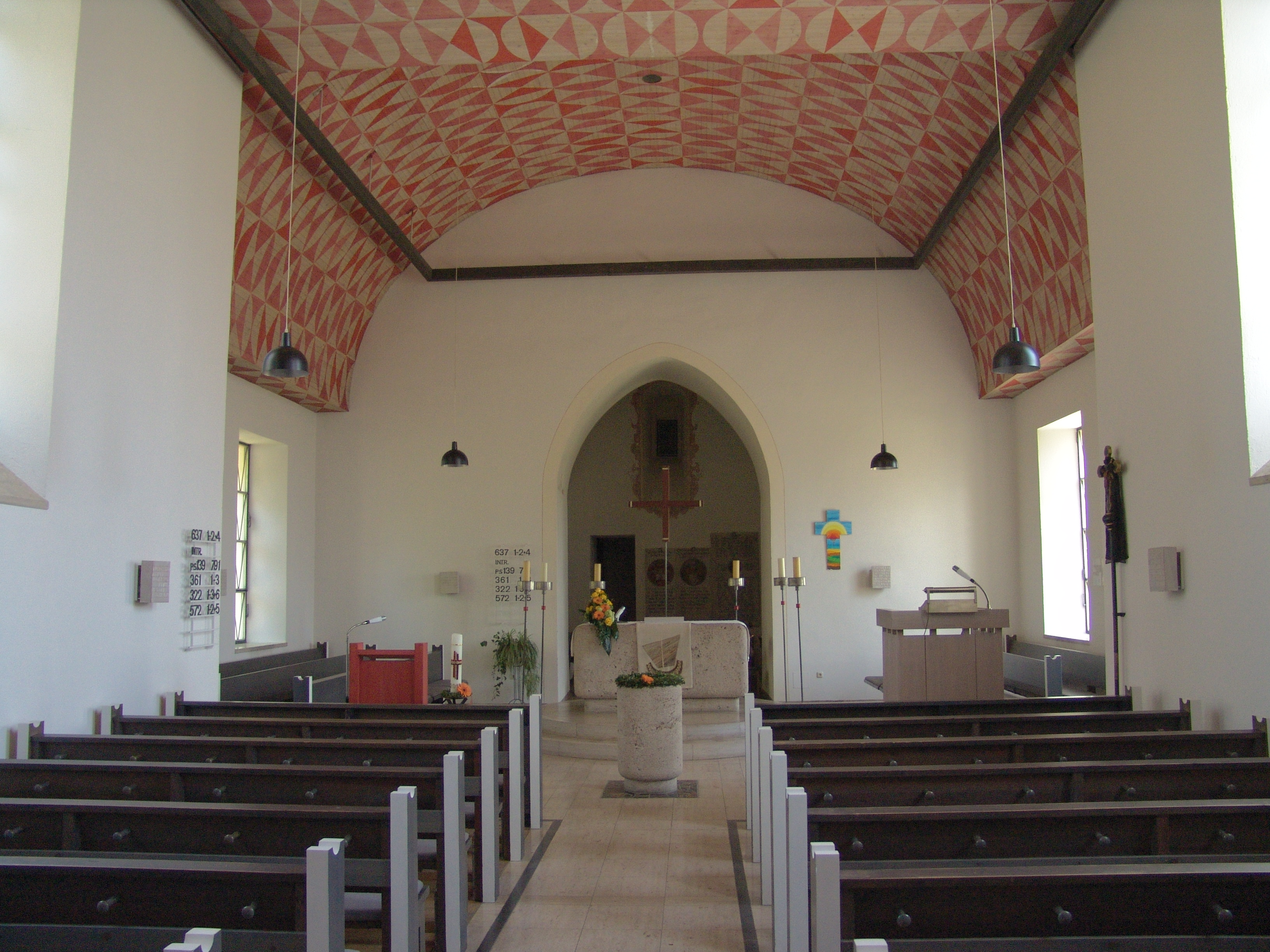
Innenansicht